# Institut de Ciències de l'Educació de la UPC
L'Institut de Ciències de l'Educació (ICE) de la UPC és una unitat acadèmica que contribueix a la millora de la qualitat docent a la Universitat Politècnica de Catalunya, mitjançant, entre d'altres, la promoció de la millora i la innovació de l'activitat docent i la formació de caràcter docent del professorat. L’ICE organitza i fa cursos de postgrau i altres activitats docents especialitzades, dirigides o no a l’obtenció de diplomes acadèmics, organitzar i participar en activitats d'extensió universitària i contractar amb entitats públiques o privades, o amb persones físiques, la realització d’activitats de recerca, d’assessorament i de prestació de serveis.."